# Liste der Biografien/Schneit
Liste der Biografien |
Portal Biografien |
Personensuche
# |
A |
B |
C |
D |
E |
F |
G |
H |
I |
J |
K |
L |
M |
N |
O |
P |
Q |
R |
S |
T |
U |
V |
W |
X |
Y |
Z |
?
 
Sa |
Sb |
Sc |
Sd |
Se |
Sf |
Sg |
Sh |
Si |
Sj |
Sk |
Sl |
Sm |
Sn |
So |
Sp |
Sq |
Sr |
Ss |
St |
Su |
Sv |
Sw |
Sy |
Sz
 
Sca–Sce |
Sch |
Sci–Scz
 
Scha |
Schc |
Schd |
Sche |
Schg |
Schi |
Schj |
Schk |
Schl |
Schm |
Schn |
Scho |
Schp |
Schr |
Schs |
Scht |
Schu |
Schv |
Schw |
Schy
 
Schna |
Schne |
Schni |
Schno |
Schnu |
Schny
 
Schneb |
Schnec |
Schned |
Schnee |
Schneg |
Schneh |
Schnei |
Schnek |
Schnel |
Schnep |
Schner |
Schnet |
Schneu |
Schnew |
Schney |
Schnez
 
Schneib |
Schneic |
Schneid |
Schneie |
Schneik |
Schneis |
Schneit
Die Liste der Biografien führt alle Personen auf, die in der deutschsprachigen Wikipedia einen Artikel haben. Dieses ist eine Teilliste mit 10 Einträgen von Personen, deren Namen mit den Buchstaben „Schneit“ beginnt.

## Schneit

### Schneitb
- Schneitberger, Otto (* 1939), deutscher Eishockeyspieler und -trainer

### Schneite
- Schneiter, Andrés (* 1976), argentinischer Tennisspieler
- Schneiter, Erwin (1917–1990), Schweizer Schriftsteller
- Schneiter, Heinz (1935–2017), Schweizer Fussballspieler
- Schneiter, Pierre (1905–1979), französischer Politiker, Mitglied der Nationalversammlung
- Schneiter, Walter (1918–1975), Schweizer Fußballspieler

### Schneitm
- Schneitmann, Johann Michael, Passauer Rokokoarchitekt

### Schneitt
- Schneitter, Elias (* 1953), österreichischer Schriftsteller, Verleger und Festivalmanager
- Schneitter, Nathalie (* 1986), Schweizer MountainbikerinNathalie Schneitter (* 1986)

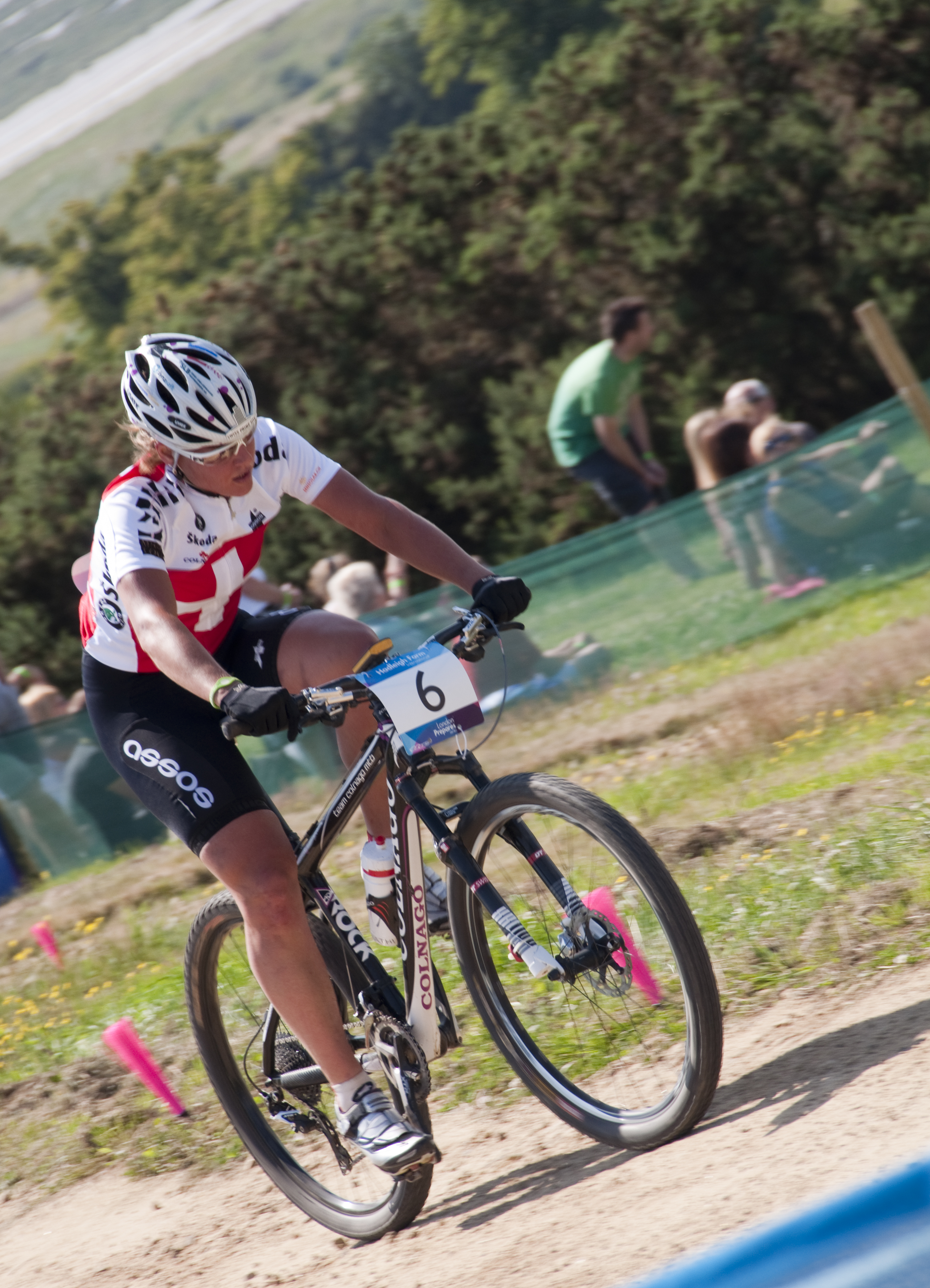
Nathalie Schneitter (* 1986)

### Schneitz
- Schneitzhoeffer, Jean (1785–1852), französischer Komponist